# Lech Nowicki
Lech Olgierd Nowicki (ur. 17 stycznia 1952 w Cieszynie) – polski fizyk doświadczalny, doktor nauk fizycznych specjalizujący się w fizyce jądrowej i fizyce materiałów, popularyzator nauki i twórca grafik matematycznych.

## Życiorys
Urodził się 17 stycznia 1952 roku w Cieszynie. Absolwent XXXV Liceum Ogólnokształcącego im. Bolesława Prusa w Warszawie. Ukończył studia w dziedzinie fizyki na Uniwersytecie Warszawskim. Doktoryzował się w 1998 roku w Instytucie Problemów Jądrowych im. Andrzeja Sołtana na podstawie rozprawy pt. Transformacje podsieci tlenowej monokryształów dwutlenku uranu.
Od 1974 roku zawodowo związany z Instytutem Badań Jądrowych (obecnie Narodowe Centrum Badań Jądrowych w Świerku), gdzie pracował jako adiunkt. Autor i współautor kilkudziesięciu publikacji naukowych dotyczących fizyki materiałów. W latach 80. działał w miejscu pracy jako członek Niezależnego Samorządnego Związku Zawodowego „Solidarność”, gdzie tworzył Komitet Założycielski NSZZ Pracowników Nauki, Techniki i Oświaty. W maju 1982 roku internowany razem z grupą kilkunastu innych pracowników. W 1983 roku z powodów politycznych otrzymał zakaz pracy w przekształconej wtedy w Instytut Problemów Jądrowych jednostce w Świerku. W latach 1983–1987 pracował jako nauczyciel fizyki w LX Liceum Ogólnokształcącym im. Wojciecha Górskiego w Warszawie. Ta zmiana zawodowa rozbudziła w nim zainteresowanie dydaktyką i edukacją, którego już nie porzucił, pomimo późniejszego przywrócenia do pracy naukowej w Instytucie Problemów Jądrowych.

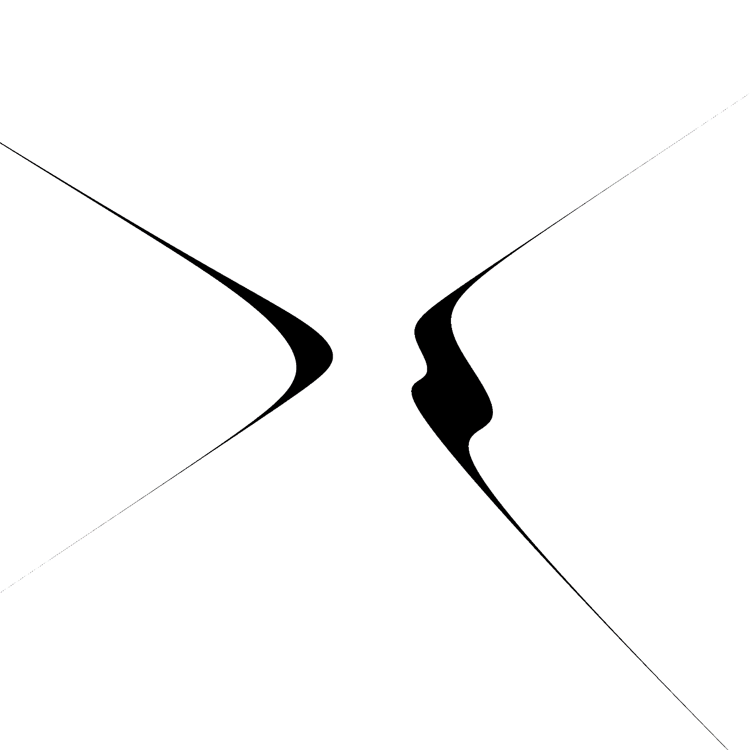

Od 2001 roku zaangażowany w tworzenie Centrum Nauki Kopernik, gdzie pracował aż do przejścia na emeryturę w 2019 roku. Twórca koncepcji wystaw edukacyjnych i interaktywnych eksponatów, autor licznych publikacji popularyzatorskich i prezenter pokazów naukowych.
Propagator działań leżących na pograniczu matematyki i sztuki. Autor liczącej ponad 5600 obrazów serii grafik matematycznych, które tworzy przy użyciu samodzielnie napisanego programu analizującego matematyczne nierówności. Jego prace prezentowane były na wystawach m.in. w Warszawie, Podkowie Leśnej i Gorlicach.
Żonaty z Joanną, ma dwie córki: Julię i Hannę.

## Odznaczenia
W 2015 roku został odznaczony nadanym przez Prezydenta RP Złotym Krzyżem Zasługi za „wybitne zasługi w działalności na rzecz przemian demokratycznych w Polsce”.